# Everett Mountains
Everett Mountains är en bergskedja i Kanada.   Den ligger i territoriet Nunavut, i den östra delen av landet, 2 000 km norr om huvudstaden Ottawa.
Trakten runt Everett Mountains består i huvudsak av gräsmarker. Trakten runt Everett Mountains är nära nog obefolkad, med mindre än två invånare per kvadratkilometer.